# Skakalnica Paula Ausserleitnerja
Smučarska skakalnica Paul-Ausserleitner-Schanze je bila odprta leta 1947 kot Hochkönigsschanze in je bila obnovljena leta 2004 ter je prizorišče smučarskih skokov v Bischofshofnu v Avstriji. Je eno pomembnejših prizorišč svetovnega pokala v smučarskih skokih, ki vsako leto gosti četrto in zadnje tekmovanje prestižne Turneje štirih skakalnic. Preimenovali so jo po Paulu Ausserleitnerju, avstrijskem smučarskem skakalcu, ki je umrl zaradi posledic padca na tem hribu januarja 1952
Stadion nosi ime prvega zmagovalca turneje Seppa Bradla..
Poleg tekmovanja Štirih skakalnic nekaj dni kasneje potekata dve tekmi celinskega pokala. Leta 1999 so bila tekmovanja organizirana v okviru nordijskega svetovnega smučarskega prvenstva.
Uradni rekord skakalnice je Dawid Kubacki postavil 6. januarja 2019 s 145,0 metri v kvalifikacijah za isti dan skakalne prireditve Štirih skakalnic.
Smučarska skakalnica Paul Ausserleitner je s 25.000 gledalci eden največjih športnih objektov v Avstriji. Na novoletni večer 2012 je objekt za smučarske skakalce poškodoval ognjemet. Škode je bilo za 10.000 evrov, toda skoki 6. januarja 2013 so se lahko zgodili.

## Tehnični podatki
- višina stolpa = 52 m
- dolžina vretena = 118,50 m
- potisni kot = 27 °
- začetna hitrost = 93–96 km / h
- višina mize = 4,50 m
- dolžina mize = 6,50 m
- koti mize = 11 °
- hribina = 142 m
- kpunkt = 125 m
- žirija široka =
- višinska razlika = 62,36 m
- razlika v dolžini = 107,61 m
- višina = 0,580
- kot odpiranja = 35 °
- dolžina izhoda = 90 m
- skupna višina = 132,5 m
- skupna dolžina = 362 m